# Rohrmoos-Untertal
Rohrmoos-Untertal est une ancienne commune autrichienne du district de Liezen en Styrie.

## Jumelage
- Braunfels (Allemagne) depuis 1961[1]